# Stanley Sanudi
Stanley Sanudi (ur. 2 lutego 1995 w Dedza) – piłkarz malawijski grający na pozycji prawego obrońcy. Od 2015 jest piłkarzem klubu Mighty Wanderers.

## Kariera klubowa
Swoją karierę piłkarską Sanudi rozpoczął w klubie Mighty Tigers. W sezonie 2012/2013 zadebiutował w jego barwach w pierwszej lidze malawijskiej. W 2015 roku przeszedł do Mighty Wanderers. Wraz z nim wywalczył mistrzostwo Malawi w sezonie 2017 oraz dwa wicemistrzostwa w sezonach 2018 i 2019. Zdobył też dwa Puchary Malawi w sezonach 2015 i 2016.

## Kariera reprezentacyjna
W reprezentacji Malawi Sanudi zadebiutował 6 lipca 2015 w wygranym 1:0 towarzyskim meczu z Ugandą, rozegranym w Blantyre. W 2022 roku został powołany do kadry na Puchar Narodów Afryki 2021. Na tym turnieju zagrał w trzech meczach: grupowych z Zimbabwe (2:1) i z Senegalem (0:0) oraz w 1/8 finału z Marokiem (1:2).